# Szlagnowo
Szlagnowo est une localité polonaise de la gmina rurale de Stare Pole située dans le powiat de Malbork en voïvodie de Poméranie. Elle se trouve à environ 12 km à l'est de Malbork et à 51 km au sud-est de la capitale régionale Gdańsk.

## Géographie

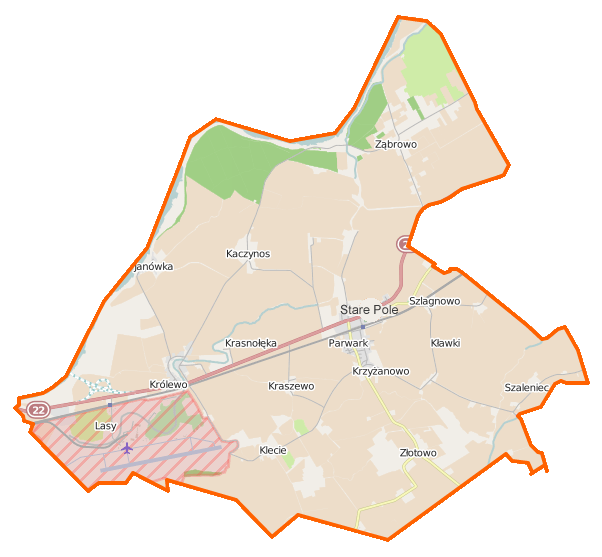
Carte de la gmina de Stare Pole.